# 元仲景
元仲景（5世紀—541年），河南郡洛阳县（今河南省洛阳市东）人，追尊魏景穆帝拓跋晃曾孙，夏州刺史、卫尉卿、西河康王元太兴之子，北魏宗室、官员。

## 生平
元仲景个性严厉苛刻，在魏孝庄帝元子攸时期出任南冀州刺史，永安二年（529年），元颢攻入洛阳，元仲景归附元颢，平原相辛子馥却不接受元颢的赦免，元仲景将辛子馥拘捕，并拘禁了辛子馥的家人。元仲景之后兼任御史中尉，京城秩序井然。元仲景每次去御史台，总是用红色的牛驾车，当时的人称他是“赤牛中尉”。太昌初年，元仲景出任河南尹，遵守法度公正无私。当时吏部尚书樊子鹄的部下非常放肆，又有盗窃行为。元仲景暗中进行收捕，将他们全部抓了起来，都立即进行处决，于是豪强权贵们为之胆寒。太昌元年九月甲寅（532年11月6日），车骑大将军、河南尹元仲景升任骠骑大将军、仪同三司。魏孝武帝元修即将西入关中时，任命元仲景出任中军大都督，留守京城。高欢快到洛阳，元仲景就抛弃妻子儿女，追随魏孝武帝到长安，仍然出任尚书右仆射，封顺阳王。
元仲景既然失去了妻子儿女，就娶了已故尔朱天光的夫人也列氏。也列氏本来是本歌妓，很漂亮，元仲景非常尊重她。过了几年，元仲景前妻叔袁纥氏从洛阳辗转而来，也列氏就搬到另一处住宅居住。很久之后，也列氏与他人有了奸情。事情败露后，皇帝诏令元仲景杀掉也列氏。元仲景爱怜之情大发，就杀掉一个婢女，把尸体包裹好加以厚葬来充数，将也列氏迁居到秘密的地方，人们都不知道此事的诈伪。元仲景的三个儿子元济、元锺、元奉是叔袁纥氏所生，都以北魏宗室的身份很早担任清要的官职。元仲景因为也列氏还活着，担心妻子儿女泄露了这件事，就谋划杀掉叔袁纥氏。叔袁纥氏先发觉了他的企图，也想暗中谋害也列氏。也列氏对随身奴仆说：“如果叔袁纥氏杀了我，一定会把我尸体丢在茅厕中，我上告丞相，希望或许能免死。如果不能够惩治首恶，就选一个好地方将我埋葬，你为我上告。”奴仆于是上告到宇文泰那里。宇文泰依照实情上奏给皇帝，皇帝诏令杖打元仲景一百下，免除右仆射，保留王爵回家。也列氏因为是自我上告受到驱逐，元仲景仍然与她私通。又有人上告，诏令重重地杖打元仲景一百下，将他交付宗正，官职爵位全部罢除，元仲景仍然与也列氏私通。后来宇文泰以元仲景历任各官都有好名声，又能追随皇帝西迁，于是上奏恢复元仲景的官爵。也列氏、叔袁纥氏从此同居一处。大统五年（539年），元仲景任豳州刺史。元仲景家中多有乱伦行为，于大统七年（541年）春二月在州中被赐令自杀。

## 家庭

### 兄弟
- 元昴，北魏青州刺史、西河穆王
- 元暹，东魏侍中、录尚书事、汝阳文献王